# フィンシャルベオ
フィンシャルベオまたはフィンスケールビオ（Finsceal Beo、2004年 - ）とはアイルランドの競走馬である。主な勝ち鞍は2007年の1000ギニーと愛1000ギニー、2006年マルセルブサック賞。2006年カルティエ賞最優秀2歳牝馬。主戦騎手はケヴィン・マニング。

## 経歴

### 2歳・3歳時代
2006年4月にデビュー。デビュー戦は飾るもしばらくは下級戦を走っていたうえ勝てなかった。そのため初重賞となる10月にフランスで出走したマルセルブサック賞は13頭中重賞馬が1頭のみというさびしいメンバーの中でも11番人気に過ぎなかった。しかし低評価を覆し、それまでのタイムを1秒以上短縮するレースレコードで5馬身差圧勝。さらに次走のロックフェルステークスも楽勝し、この年のカルティエ賞最優秀2歳牝馬に選出された。
2007年は1000ギニーから始動。ここも2馬身半差で優勝。勝ちタイム1分34秒94はそれまでのレコードを1秒以上短縮するもので、2000ギニーのレコードをも上回るものだった。1000ギニー前に既にオークスを回避することは決まっており、この後は愛1000ギニーに向かうことが予定されていたが、1000ギニー後突如連闘でプール・デッセ・デ・プーリッシュ（仏1000ギニー）に向かうことが表明された。英仏愛の1000ギニー3連覇となれば史上初の快挙であり、期待されたが、抜け出したところ最後ダルジナに頭差だけ交わされてしまった。その後愛1000ギニーは順当勝ちしたが続くコロネーションステークスでは8着と大敗。休養を挟んで出走したアイリッシュチャンピオンステークスでは最下位の6着に敗れ、続くオペラ賞でも5着に敗れた。

### 古馬時代
2008年初戦はドバイデューティーフリーに出走。16頭中5着とまずまずの結果であったが、ダルジナやウオッカといった有力牝馬に先着を許した。その後はタタソールズゴールドカップでデュークオブマーマレードの2着、クイーンアンステークスでは1番人気に推されるもハラダサンの3着と善戦するものの勝ちきれていなかった。続くプリティーポリーステークスでは9着、ファルマスステークスでは7着、準重賞のダンスデザインステークスでは3着に終わった。その後競走馬を引退、繁殖牝馬となった。

### 年度別競走成績
2006年（5戦3勝）カルティエ賞最優秀2歳牝馬
- マルセルブサック賞(G1)、ロックフェルステークス(G2)

2007年（6戦2勝）
- 1000ギニー(G1)、愛1000ギニー(G1)、2着 - プール・デッセ・デ・プーリッシュ（仏1000ギニー）

2008年（6戦0勝）
- 2着 - タターソールズゴールドカップ、3着 - クイーンアンステークス

## 血統表
| フィンシャルベオの血統（ミスタープロスペクター系／Bold Ruler4×5=9.38%、Native Dancer5×5=6.25%） | フィンシャルベオの血統（ミスタープロスペクター系／Bold Ruler4×5=9.38%、Native Dancer5×5=6.25%） | フィンシャルベオの血統（ミスタープロスペクター系／Bold Ruler4×5=9.38%、Native Dancer5×5=6.25%） | （血統表の出典）    | （血統表の出典） |
| 父 Mr. Greeley 1992 栗毛                                                                        | 父の父Gone West 1984 鹿毛                                                                       | Mr. Prospector                                                                                  | Raise A Native      | Raise A Native   |
| 父 Mr. Greeley 1992 栗毛                                                                        | 父の父Gone West 1984 鹿毛                                                                       | Mr. Prospector                                                                                  | Gold Digger         |                  |
| 父 Mr. Greeley 1992 栗毛                                                                        | 父の父Gone West 1984 鹿毛                                                                       | Secrettame                                                                                      | Secretariat         | Secretariat      |
| 父 Mr. Greeley 1992 栗毛                                                                        | 父の父Gone West 1984 鹿毛                                                                       | Secrettame                                                                                      | Tamerett            |                  |
| 父 Mr. Greeley 1992 栗毛                                                                        | 父の母Long Legend 1978 栗毛                                                                     | Reviewer                                                                                        | Bold Ruler          | Bold Ruler       |
| 父 Mr. Greeley 1992 栗毛                                                                        | 父の母Long Legend 1978 栗毛                                                                     | Reviewer                                                                                        | Broadway            |                  |
| 父 Mr. Greeley 1992 栗毛                                                                        | 父の母Long Legend 1978 栗毛                                                                     | Lianga                                                                                          | *Dancer's Image     | *Dancer's Image  |
| 父 Mr. Greeley 1992 栗毛                                                                        | 父の母Long Legend 1978 栗毛                                                                     | Lianga                                                                                          | Leven Ones          |                  |
| 母 Musical Treat 1996 栗毛                                                                      | 母の父*Royal Academy II 1987 鹿毛                                                               | Nijinsky II                                                                                     | Northern Dancer     | Northern Dancer  |
| 母 Musical Treat 1996 栗毛                                                                      | 母の父*Royal Academy II 1987 鹿毛                                                               | Nijinsky II                                                                                     | Flaming Page        |                  |
| 母 Musical Treat 1996 栗毛                                                                      | 母の父*Royal Academy II 1987 鹿毛                                                               | Crimson Saint                                                                                   | Crimson Satan       | Crimson Satan    |
| 母 Musical Treat 1996 栗毛                                                                      | 母の父*Royal Academy II 1987 鹿毛                                                               | Crimson Saint                                                                                   | Bolero Rose         |                  |
| 母 Musical Treat 1996 栗毛                                                                      | 母の母Mountain Ash 1989 鹿毛                                                                    | Dominion                                                                                        | Derring-Do          | Derring-Do       |
| 母 Musical Treat 1996 栗毛                                                                      | 母の母Mountain Ash 1989 鹿毛                                                                    | Dominion                                                                                        | Picture Palace      |                  |
| 母 Musical Treat 1996 栗毛                                                                      | 母の母Mountain Ash 1989 鹿毛                                                                    | Red Berry                                                                                       | Great Nephew        | Great Nephew     |
| 母 Musical Treat 1996 栗毛                                                                      | 母の母Mountain Ash 1989 鹿毛                                                                    | Red Berry                                                                                       | Big Berry F-No.22-d |                  |

- 6代母Infra Redは1939年のプリンセスエリザベスステークス勝ち馬。